# Continentale verheffing

Schematisch overzicht van de overgang tussen continent en oceaan.

De continentale verheffing (Engels: continental rise) is een zone in de overgang tussen een continent en een oceaan (de continentale marge), waar de zeebodem begint omhoog te welven. De continentale verheffing gaat omhoog over in de continentale helling en leidt naar beneden tot de oceaanbodem.